# マリー・ド・ブルボン＝モンパンシエ
マリー・ド・ブルボン＝モンパンシエ（Marie de Bourbon-Montpensier, Mademoiselle de Montpensier, 1605年10月15日 - 1627年6月4日）は、ブルボン朝期のフランスの貴族。オルレアン公ガストンの最初の妃、またモンパンシエ公爵夫人（女公）。ヴァロワ朝以来続いたブルボン家の支流ブルボン＝モンパンシエ家の最後の末裔である。

## 生涯
モンパンシエ公アンリ・ド・ブルボンの唯一の子供として生まれた。1608年に父が死去するとブルボン＝モンパンシエ家の相続人となり、モンパンシエ令嬢（Mademoiselle de Montpensier）と呼ばれた。母アンリエット・カトリーヌ・ド・ジョワイユーズはその後、1611年にギーズ公シャルル1世と再婚した。
マリーは2歳の時にフランス王アンリ4世の次男のオルレアン公と婚約したが、オルレアン公は1611年に夭逝した。次いでその弟で新たにオルレアン公となったガストンと婚約した。
マリーとオルレアン公ガストンは1626年にナントで結婚した。翌1627年、2人の間に1女アンヌ・マリー・ルイーズ（1627年 - 1693年）が生まれたが、その出産後間もなくマリーは死去し、サン＝ドニ大聖堂に葬られた。